# Gare de Metz-Ville

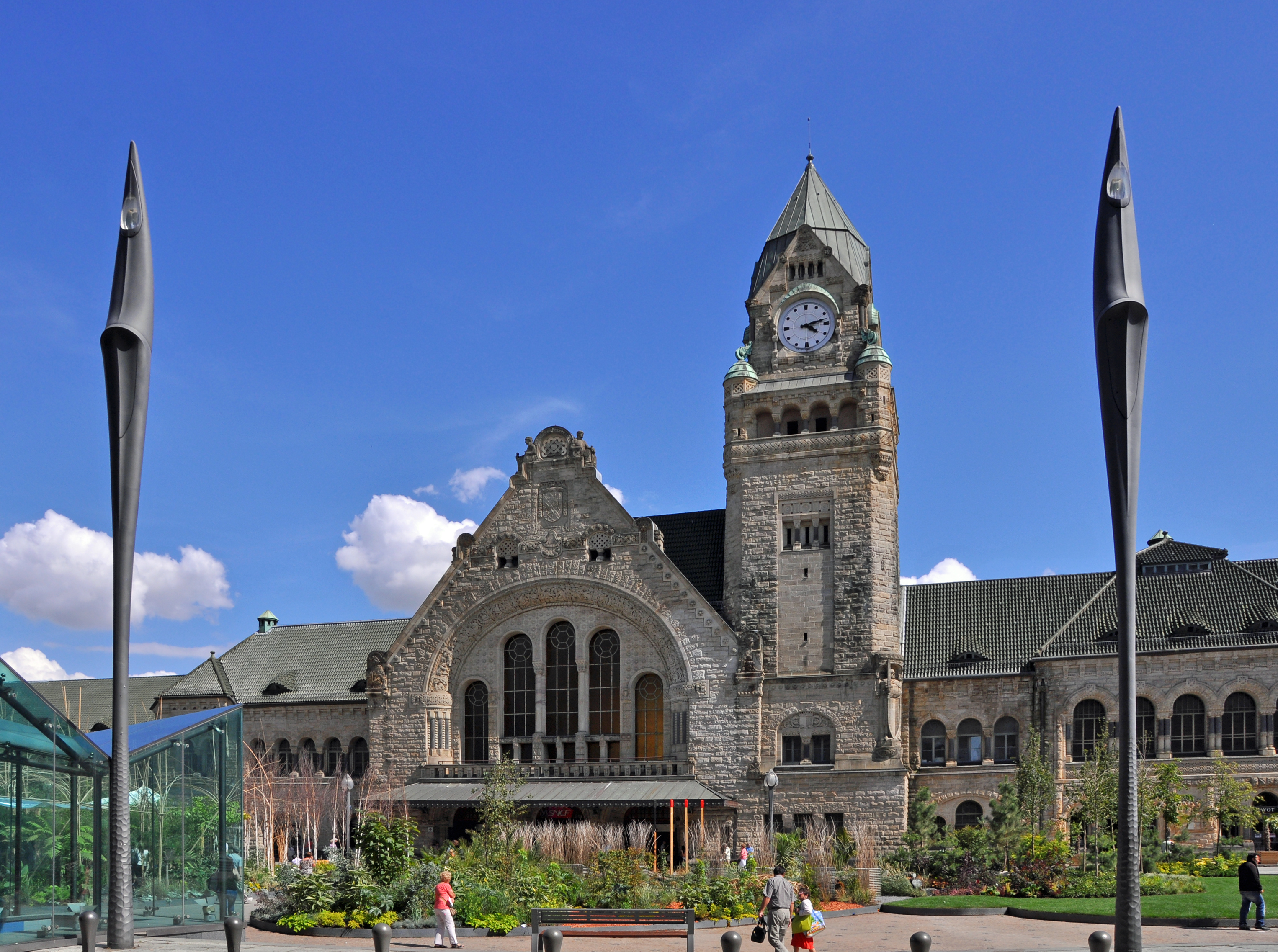

Gare de Metz – stacja kolejowa w Metz, w Lotaryngii, we Francji. Neoromański budynek dworca pochodzi z 1908 roku i został zaprojektowany przez architekta Jürgena Krögera. Z usług dworca w 2007 skorzystało około 4,9 mln pasażerów.

## Historia
Dworzec kolejowy w Metz o długości 300 metrów oraz wieżę o wysokości 40 metrów budowano w latach 1905-1908 według planu architekta Jürgena Krögera, w stylu neoromańskim Nadrenii. Wilhelm II wybudował Beffroi.
Zbudowany został z szarego piaskowca, jest rzeźbiony, nadając ogólny bardzo mocny i bardzo rozpoznawalny wyraz.
Budynki znajdujące się na Place du Roi George zarządzana są przez SNCF.

## Stacja dzisiaj
Stacja Metz została uznana za historyczny pomnik w dniu 15 stycznia 1975. W 2007 miasto Metz zwróciła się do UNESCO, aby wpisała dworzec na listę światowego dziedzictwa.